# Pervomartovtsi

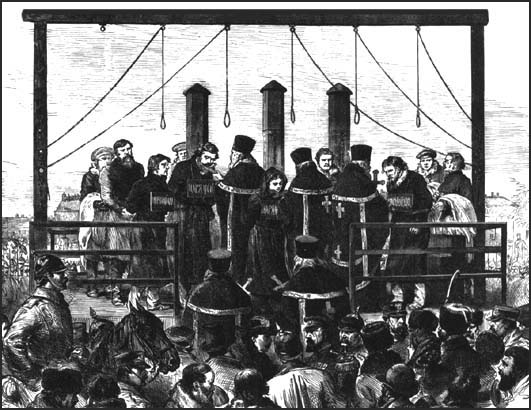
Pendaison des régicides d'Alexandre II de Russie.

Pervomartovtsi, (en russe : Первомартовцы, littéralement : » Ceux du 1er mars »), est le nom attribué au groupe de conjurés révolutionnaires du mouvement Narodnaïa Volia qui assassinèrent le 1er mars 1881 (13 mars dans le calendrier grégorien) l'empereur Alexandre II de Russie. 

## Les conjurés
Pour un article plus général, voir Narodnaïa Volia (XIXe siècle).
L'un d'eux, Nikolaï Sabline, s'était suicidé juste avant son arrestation. Un autre, Ignati Grinevitski, était mort avec sa propre bombe. Une des deux femmes, Guessia Guelfman, évita l'échafaud en raison de sa grossesse, mais mourut un an plus tard des suites de l'accouchement. 
Enfin cinq conjurés furent pendus, le 1er avril suivant, après un procès qui les condamna à mort pour régicide. Parmi les condamnés à mort, Sofia Perovskaïa, la première femme pendue pour raison politique, son compagnon Andreï Jéliabov, Nicolas Kibaltchitch  l'artificier du groupe, Timofeï Mikhaïlov et Nikolaï Ryssakov le traître.
Les cinq condamnés montèrent sur l'échafaud dressé sur la place d'armes du régiment Semionovsky un des plus anciens régiments d’infanterie de la Garde impériale russe.

## Portraits des régicides

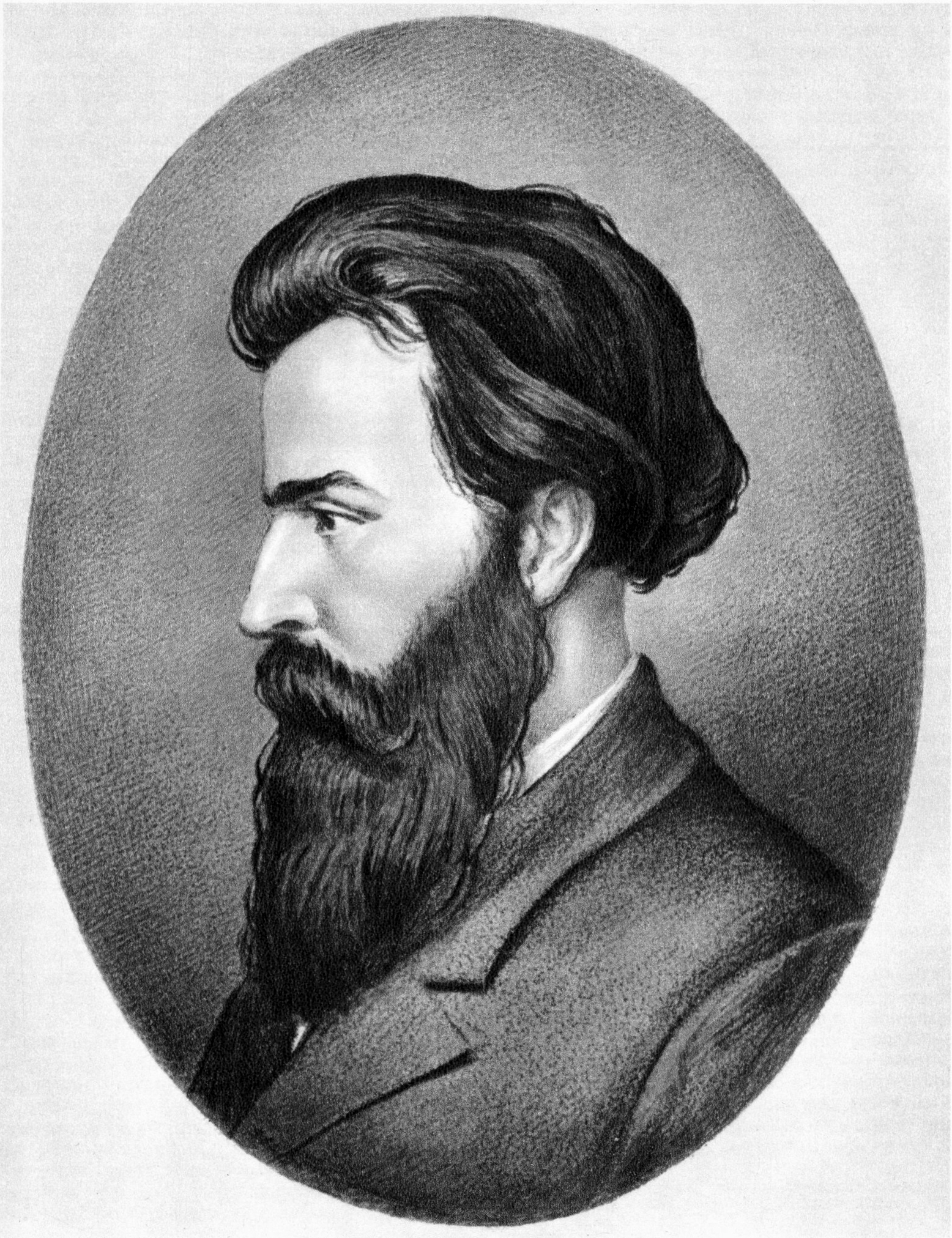
Andreï Jeliabov
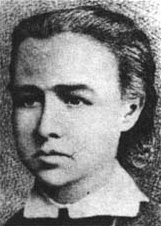
Sofia Perovskaïa
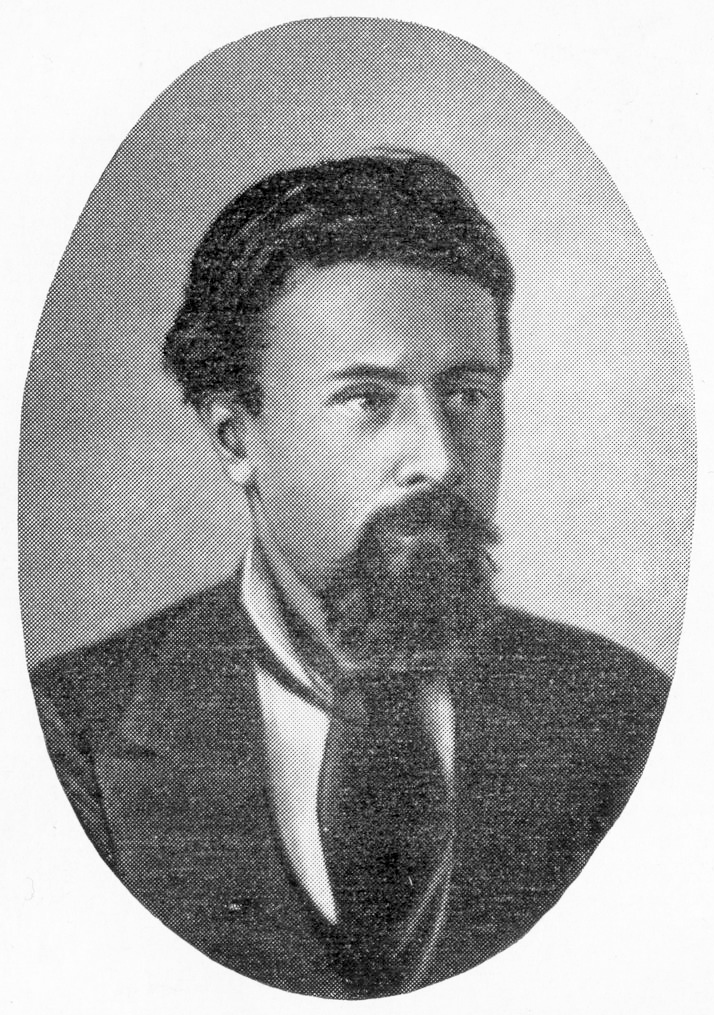
Nicolas Kibaltchitch
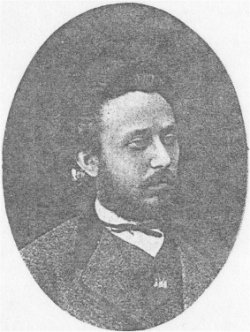
Nikolaï Sabline

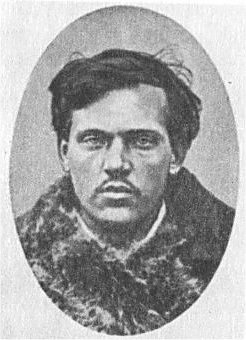
Timofeï Mikhaïlov
Nikolaï Ryssakov
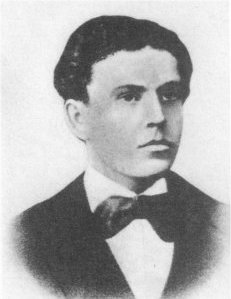
Ignati Grinevitski
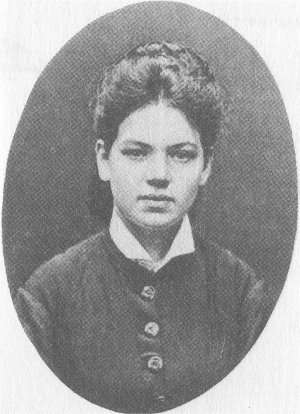
Guessia Guelfman